# Druga Slovenska Nogometna Liga 2006/07
Die Druga Slovenska Nogometna Liga 2006/07 war die 16. Spielzeit der zweithöchsten slowenischen Spielklasse im Männerfußball. Sie begann am 13. August 2006 und endete am 27. Mai 2007.

## Modus
Die 10 Mannschaften spielten jeweils dreimal gegeneinander. Der Meister stieg direkt auf, der Zweitplatzierte konnte über die Relegation in die ersten Liga aufsteigen. Die letzten zwei Vereine stiegen ab.

## Vereine
| Verein                     | Stadt             |
| -------------------------- | ----------------- |
| NK Livar Ivanča Gorica     | Ivanča Gorica     |
| NK Aluminij                | Kidričevo         |
| NK Triglav Gorenjska Kranj | Kranj             |
| SC Bonifika                | Koper             |
| NK Posavje Krško           | Krško             |
| ND Mura 05                 | Murska Sobota     |
| NK Šenčur                  | Šenčur            |
| ND Dravinja Duol           | Slovenske Konjice |
| NK Rudar Velenje           | Velenje           |
| NK Zagorje                 | Zagorje ob Savi   |

## Abschlusstabelle
| Pl. | Verein                     | Sp. | S  | U  | N  | Tore    | Diff. | Punkte |
| --- | -------------------------- | --- | -- | -- | -- | ------- | ----- | ------ |
| 1.  | NK Livar Ivanča Gorica     | 27  | 13 | 6  | 8  | 037:360 | +1    | 45     |
| 2.  | SC Bonifika                | 27  | 12 | 6  | 9  | 046:390 | +7    | 42     |
| 3.  | NK Krško                   | 27  | 11 | 6  | 10 | 038:430 | −5    | 39     |
| 4.  | NK Triglav Gorenjska Kranj | 27  | 10 | 9  | 8  | 029:240 | +5    | 39     |
| 5.  | NK Zagorje                 | 27  | 9  | 10 | 8  | 037:300 | +7    | 37     |
| 6.  | NK Aluminij                | 27  | 10 | 7  | 10 | 029:290 | ±0    | 37     |
| 7.  | ND Mura 05 (N)             | 27  | 8  | 10 | 9  | 037:370 | ±0    | 34     |
| 8.  | NK Rudar Velenje (A)       | 27  | 9  | 7  | 11 | 044:410 | +3    | 34     |
| 9.  | NK Tinex Šenčur            | 27  | 9  | 6  | 12 | 035:410 | −6    | 33     |
| 10. | ND Dravinja Duol           | 27  | 9  | 3  | 15 | 026:380 | −12   | 30     |

Platzierungskriterien: 1. Punkte – 2. Direkter Vergleich (Punkte, Tordifferenz, geschossene Tore) – 3. Tordifferenz – 4. geschossene Tore

| (A) – Absteiger aus der Slovenska Nogometna Liga 2005/06 |
| (N) – Neuaufsteiger aus der Tretja Nogometna Liga        |

## Relegation
Aufstieg
Die Spiele fanden am 2. und 6. Juni 2007 statt.
|                      | Gesamt |             | Hinspiel | Rückspiel |
| -------------------- | ------ | ----------- | -------- | --------- |
| Interblock Ljubljana | 4:2    | SC Bonifika | 3:1      | 1:1       |

Beide Vereine blieben in ihren jeweiligen Ligen.